# Jeż Jerzy
Jeż Jerzy – polska seria komiksowa stworzona przez Rafała Skarżyckiego (scenariusz) i Tomasza Lwa Leśniaka (rysunki). W latach 1995–2007 ukazywał się w magazynie Ślizg (od drugiego do ostatniego numeru.), a w latach 1996–1998 jego ugrzeczniona wersja w Świerszczyku. Od 1998 ukazują się albumy komiksowe, które zawierają głównie odcinki publikowane wcześniej w prasie.
Komiks jest ostrą satyrą na współczesną polską rzeczywistość – wyśmiewane są zarówno całe grupy społeczne, jak np. skinheadzi (reprezentowani przez Zenka i Stefana), dresiarze, ekolodzy, policjanci, jak i konkretni bohaterowie życia politycznego (Andrzej Lepper, Grzegorz Kołodko). Sporadycznie wyśmiewana jest również polska popkultura.
Na podstawie komiksu powstał film Jeż Jerzy (premiera miała miejsce 11.03.2011).

## Postacie
- Jeż Jerzy – głównym bohaterem jest zantropomorfizowany jeż, którego styl bycia wyraźnie wskazuje na przynależność do subkultury skate’owskiej – czapka zwrócona daszkiem do tyłu, nieodłączna deskorolka, charakterystyczny slang i zwyczaje etc., chociaż w późniejszych wersjach komiksu nie jest to aż tak akcentowane. Jerzy jest antybohaterem[2] – tj. regularnie korzysta z używek (od alkoholu po marihuanę), kpi z autorytetów i spotyka się z kobietami „lekkich obyczajów”. W wielu historiach udaje się wyjść z tarapatów dzięki sprytowi, refleksowi w działaniu lub po prostu dzięki sprzyjającym zbiegom okoliczności, choć jest też wiele przygód, które kończą się dla Jerzego niezbyt wesoło, niekiedy nawet pobytem w szpitalu.
- Stefan i Zenek – najwięksi oponenci Jerzego i zarazem honorowi członkowie Młodzieży Wszechpolskiej. Stefan jest niższy, grubszy i jest przywódcą ich duetu. W paru historiach można było zauważyć, iż ma na ramieniu tatuaż ze swastyką. Zenek jest chudszy, wyższy i mniej inteligentny. Wielokrotnie próbują pobić Jeża Jerzego, co w jednych historiach im się nie udaje, a w innych wręcz przeciwnie.
- dresiarze – w wielu historiach natykają się na Jerzego, zwykle próbują od niego wyłudzić pieniądze. Komiks podkreśla brak inteligencji u przedstawicieli owej subkultury i często zostają przechytrzeni przez Jeża prostymi podstępami. Wśród dresiarzy wyróżniają się:
  - El Dresso / Mały – dresiarz z Legionowa, który został zamaskowanym mścicielem zmuszającym ludzi do noszenia dresu i żelowania swoich włosów. Swego czasu zaprzestał swojego działania i został kontrolerem biletów, ale po śmierci żony powrócił do swojej dawnej działalności.
  - Zombie – kompan Małego, który popełnił samobójstwo po zadzwonieniu na telefon zaufania prowadzonego przez Jerzego, który wmówił mu, że jest gejem. Mimo śmierci, okazyjnie powraca zza grobu, aby zemścić się na Jeżu. Pojawia się jako zombie (Nie dla dzieci) lub wchodząc w ciało swojego kompana (Egzorcysta)
  - Banda Łysego – grupa trzech dresiarzy okazyjnie nachodzących Jerzego. W jej skład wchodzą Łysy (lider grupy, największy i najbardziej umięśniony), Kula (niższy, otyły i noszący okulary przeciwsłoneczne) oraz Lewar (krótko ostrzyżony, o przeciętnej sylwetce).
- Ksiądz Egzorcysta – ksiądz, przyjaciel Jerzego.
- Przemysław R. – seryjny morderca. W pierwszej historii ze swoim udziałem próbował zabić Jerzego. Mimo iż narracja na końcu zasugerowała, że po tej przygodzie obaj zostali serdecznymi przyjaciółmi, wielokrotnie potem próbował zabić Jerzego i próba zabicia Jeża stała się jego życiowym celem, jako że Jeż jest jedyną osobą, która przeżyła spotkanie z Przemysławem, a psychopaci muszą dbać o reputację. Postawny zakapior z loczkiem w stylu Elvisa Presleya, przetrzymywany jest w XIII Zakładzie Karnym.
- Pieta „Blizna” Pawłow – rosyjski płatny morderca pojawiający się w kilku historiach w albumie Wróg publiczny. Były żołnierz specnazu. Weteran wojny afgańskiej. Jego cechą charakterystyczną jest szrama biegnąca przez prawy policzek, którą zdobył w Afganistanie. Jest centralną postacią albumu Człowiek z blizną.
- Yola – rozwiązła dziewczyna, która często zdradza swojego męża Krzysia z Jerzym. Wymawia „Y” zamiast „J”.
- Krzyś – ułożony chłopak, mąż Yoli. Jerzego traktuje jako przyjaciela rodziny, nie wie nic o zdradach żony.
- Michał Puszka – naczelnik więzienia, w którym przetrzymywany jest Przemysław R., przyjaciel Jerzego.
- Inspektor Stein – policjant pracujący w wydziale zabójstw. Kiedyś w wyniku nieudanej akcji policyjnej Przemysław R. zabił jednego z policjantów, za co został obwiniony Stein (prowadzący akcję), przez co stał się alkoholikiem. Jest świadkiem Jehowy.
- Autorzy – w wielu komiksach twórcy skarykaturowali samych siebie, ukazując się jako (dosłownie) rodzice Jerzego.

## Albumy komiksowe
- Dla dzieci (1998, wyd. Piąte piętro)
- True Story (1999, wyd. Urocza)
- Jeż Jerzy. Kultowa Kolekcja Komiksów. 4 (2005, dodatek do „Przekroju”)

Albumy wydane przez Egmont Polska (numeracja oryginalna):
0. Dokument – 2004 (zbiór archiwalnych odcinków z lat 1994–2000)

1. Nie dla dzieci – 2002 (odcinki publikowane wcześniej w prasie)

2. Wróg publiczny – 2002 (odcinki publikowane wcześniej w prasie)

3. Egzorcysta – 2003 (pełnometrażowy album)

4. Ścigany – 2003 (odcinki publikowane wcześniej w prasie)

5. Ziom – 2005 (odcinki publikowane wcześniej w prasie)

6. In vitro – 2006 (dwie dłuższe historie)

7. Człowiek z blizną – 2007 (pełnometrażowy album)

8. Jeż Jerzy musi umrzeć – 2009 (odcinki publikowane wcześniej w prasie)

9. Jeż Jerzy na urwanym filmie – 2011 (album towarzyszący premierze filmu)
Wydania zbiorcze
- Jeż Jerzy – Dzieła zebrane, tom 1 (2018, wyd. Kultura Gniewu)[4]
- Jeż Jerzy – Dzieła zebrane, tom 2 (2019, wyd. Kultura Gniewu)[5]
- Jeż Jerzy – Dzieła zebrane, tom 3 (2021, wyd. Kultura Gniewu)[6]
- Jeż Jerzy – Dzieła zebrane, tom 4 (2022, wyd. Kultura Gniewu)[7]
- Jeż Jerzy – Dzieła zebrane, tom 5 (2023, wyd. Kultura Gniewu)[8]